# Maurice Perrin
Maurice Perrin (født 27. oktober 1911 i Paris, død 2. januar 1992 i Plaisir) var en fransk cykelrytter, som deltog i OL 1932 i Los Angeles.

## Cykelkarriere
Perrin var en stærk banerytter omkring 1930, og han vandt Grand Prix Cyclo-Sport de Vitesse i 1930 og 1932 samt Sprint Grand Prix i København i 1931. Han havde også en kort periode som professionel i 1929.
I 1932 deltog han i OL i Los Angeles i tandem over 2000 m sammen med Louis Chaillot, hvor kun fire andre par deltog. Den franske duo vandt sikkert over brødrene Ernest og Stanley Chambers fra Storbritannien i indledende heat, mens danskerne Willy Gervin og Harald Christensen vandt det andet heat over et hollandsk par, men efterfølgende blev diskvalificeret. Danskerne fik dog lov til at køre opsamlingsheat, som de vandt over englænderne og et amerikansk par. I semifinalen vandt franskmændene over danskerne, mens briterne vandt uden at køre, da hollændernes cykel var gået i stykker. Finalen blev derfor en gentagelse af det indledende heat mellem franskmændene og briterne, hvor der dog skulle køres bedst af tre heat. Perrin og Chaillot sikrede sig guldet ved at vinde to heat, og briterne fik dermed sølv og danskerne bronze.

## Videre karriere
Under anden verdenskrig var han soldat i den franske hær og blev taget til fange af tyskerne, så han tilbragte fire år i krigsfangelejr. Efter krigen overtog han sine forældres kødengrosfirma i Paris, men senere levede han på familieejendommen i Beaujolais.